# Вірменська єпархія Комана
Вірменська єпархія Комана (на лат.: Dioecesis Comanena in Armenia) — закрита кафедра Константинопольського патріархату та титулярна кафедра католицької церкви.

## Історія
Престол Вірменії, ідентифікований з Сар або Саркале в сучасній Туреччині, є стародавнім єпископським престолом римської провінції Вірменія II у цивільній єпархії Понт. Вона входила до Константинопольського патріархату і була суфраганною Мелітинської архієпархії.
Vetus Martyrologium Romanum, датований 21 липня, згадує мученика Сан-Зотіко: у Комані, у Вірменії, Сан-Зотіко, єпископ і мученик, коронований при Севері. У своїй Historia ecclesiastica Євсевій Кесарійський говорить про нього як про запеклого ворога монтаністів. Історик Сократ повідомляє про присутність єпископа Леонтія, який підписав лист до імператора Ювіана. Іраклій брав участь у Халкедонському соборі 451 року. Гефест (або Елпідій) підписав лист єпископів Другої Вірменії до імператора Лева (458 р.) після вбивства Александрійського патріарха Протерія. Нарешті, Феодор був присутній на Вселенському соборі 553 року.
Notitia Episcopatuum від 1022/1025 все ще вказує на наявність цієї єпархії, навіть якщо немає впевненості, що в той час вона дійсно існувала.
З XVII століття престол Комана зараховується до титульного єпископського престолу Католицької Церкви; місце було вільним з 13 квітня 2010 року.

## Хронотаксис

### Грецькі єпископи
- Святий Зотіко †
- Леонтій † (згадується в 363 р.)
- Іраклій † (згадується в 451 р.)
- Елпідій (або Гефест) † (згадується в 458 р.)
- Теодор † (згадується в 553 р.)

### Титулярні єпископи
Єпископів Комани Вірменії, здається, плутають з єпископами Комани Понтійської, оскільки в наведених джерелах хронотаксис двох місць не відрізняється.
- Карло Пінті † (5 травня 1614 — жовтень 1616, змінив єпископа Нікотери)
- Шарль Мегро, М.Е.Р. † (20 жовтня 1696 - 22 жовтня 1696 призначений титулярним єпископом Конани) [8]
  - Луї Неез, М.Е.Р. † (8 жовтня 1738 - 19 жовтня 1764 помер) (episcopus Coemanensis)
- Франц Генріх Венделін фон Кагенек † (помер 19 березня 1751 - 31 березня 1781)
- Метью Гібсон † (помер 17 червня 1780 — 19 травня 1790)
- Гаетано Вітоло † (помер 29 січня 1798 - 1810 )
- Георг Міхаель Віттман † (21 травня 1829 — 14 березня 1831 призначений титулярним єпископом Мілетополя)
- Антоніо Ларразабаль † (помер 8 липня 1839 — 1 грудня 1846)
- Казіміро Форлані † (6 травня 1872 — 12 травня 1879 призначений єпископом Каттаро)
- Алессандро Паоло Сполья † (помер 22 вересня 1879 — 13 лютого 1887 )
- Жан-Батист Шосс, SMA † (помер 12 травня 1891 - 30 січня 1894)
- Габріеле Невіані, OFM Ref. † (помер 30 березня 1900 - 1908)
- Бернардо Піццорно † (29 квітня 1909 — 14 січня 1911 призначений єпископом Креми)
- Раффаеле Сандреллі † (3 липня 1911 - 27 листопада 1912 помер)
- Адам Зенгер † (помер 2 грудня 1912 — 21 березня 1935 )
- Грегуар-П’єр Агагіан † (11 липня 1935 — 30 листопада 1937 призначений патріархом Кілікії)
- Сулеймакн Кутчок Оста † (15 жовтня 1938 - 4 грудня 1939 помер)
- Лоран Сахаг Когуян (Когі), CMVd. † (11 грудня 1950 - 1 квітня 1963 помер)
- Месроб Терзян † (6 липня 1963 - 14 січня 1971 помер)
- Андре Бедоглуян, ICPB † (24 липня 1971 - 13 квітня 2010 помер)

## Зовнішні посилання
- (англ.) La sede titolare nel sito di www.catholic-hierarchy.org
- (англ.) La sede titolare nel sito di www.gcatholic.org